# Новосемёновка (Херсонская область)
Новосемёновка (укр. Новосеменівка) — село в Ивановской поселковой общине Генического района Херсонской области Украины. В 2022 году, во время вторжения России на Украину, село было захвачено. На данный момент находится под оккупацией ВС РФ.
Население по переписи 2001 года составляло 590 человек. Почтовый индекс — 75431. Телефонный код — 5531. Код КОАТУУ — 6522984001.

## Местный совет
75431, Херсонская обл., Ивановский р-н, с. Новосемёновка, ул. Ленина, 1